# Kathy Charmaz
Kathy Marian Charmaz (* 19. August 1939 in Whitehall, Wisconsin; † 27. Juli 2020) war eine US-amerikanische Sozialwissenschaftlerin. Sie war Professorin an der Sonoma State University in Nordkalifornien und erlangte für die Entwicklung der konstruktivistischen Grounded Theory Bekanntheit.

## Leben
Charmaz litt als Kind nach einer Tonsillektomie an nahezu ständigen Infektionen und Blutungen und diese Erfahrungen förderten ihr Interesse an Gesundheit und Rehabilitation, was wiederum zu ihrem Studium zur Ergotherapeutin mit dem Schwerpunkt körperliche Behinderungen führte. Sie war jedoch auch von der Soziologie fasziniert und entschloss sich zu einem weiteren Studium an der University of California, San Francisco bei Barney G. Glaser und Anselm L. Strauss, wo sie ihr Wissen über Grounded Theory entwickelte. Sie promovierte dort im Jahr 1973 und wechselte im selben Jahr an die Sonoma State University. Sie starb im Jahr 2020 im Alter von 80 Jahren an den Folgen einer Krebserkrankung.

## Wirken
Charmaz’ konstruktivistische Grounded Theory baut auf der Mitte der 1960er-Jahre formalisierten Grounded Theory von Glaser und Strauss auf. In einem Interview sagte sie einmal: „Die Methodik der Grounded Theory [von Glaser und Strauss] war angegriffen worden. Die postmoderne Kritik an qualitativer Forschung hatte ihre Legitimität geschwächt, und Narrativanalytiker kritisierten die Methodik der Grounded Theory für die Fragmentierung der Geschichten der Teilnehmer. Daher wurde die Grounded-Theory-Methodik allmählich als veraltete Methodik angesehen, und einige Forscher befürworteten ihre Aufgabe.“ Während Charmaz einigen der erkenntnistheoretischen Kritiken zustimmte, war sie der Meinung, dass einige der Strategien von Grounded Theory – wie Kodierung, Verfassen von Memos und theoretisches Sampling – hervorragende Werkzeuge auch für einen konstruktivistischen Ansatz blieben. Ihr Ansatz unterschied sich dabei erkenntnistheoretisch substanziell insbesondere von Glasers objektivistischem Ansatz. Charmaz wurde von Uta Gerhardt ermuntert, ihre Erkenntnisse zu veröffentlichen und so etablierte sich Charmaz’ Auffassung von Grounded Theory mit der Zeit zum zeitgenössischen Standard.

## Veröffentlichungen (Auswahl)
- Kathy Charmaz. 1991. Good Days, Bad Days: The Self in Chronic Illness and Time. New Brunswick, NJ: Rutgers University Press.
- Kathy Charmaz. 2006. Constructing Grounded Theory: A Practical Guide Through Qualitative Analysis. London: Sage.
- Kathy Charmaz. 2014. Constructing Grounded Theory 2nd ed. London: Sage.